# Renato Amary
Renato Fauvel Amary (Sorocaba, 26 de outubro de 1946) é um advogado, empresário e político brasileiro prefeito de Sorocaba durante os anos de 1997 e 2004. Líder estudantil, presidiu o Centro Acadêmico Rubino de Oliveira da Faculdade de Direito de Sorocaba, durante o ano de 1968, em meio ao período mais cruel da ditadura militar - ao qual se opôs; nessa instituição, a FADI, foi também conselheiro honorário durante sua gestão no executivo.
Filiado ao PSDB por 20 anos, partido que ajudou a estruturar em Sorocaba, deixou a sigla e filiou-se ao PMDB para disputar as eleições municipais de 2012 em Sorocaba, vencendo o primeiro turno com  39% dos votos válidos, mas acabou sendo derrotado pelo tucano e ex-aliado político Antonio Carlos Pannunzio. Essas eleições foram as mais disputadas de Sorocaba até o momento. Sendo um dos principais empresários de São Paulo, em 2002, foi divulgado que seu patrimônio pessoal acumulava cerca de 60 milhões de reais, mas à Justiça Eleitoral Amary declarou R$1 milhão em 2006 e 200 mil reais em 2012.

## Trajetória
Filho de pai libanês, Renato é o mais velho de quatro irmãos. Com onze anos perdeu o pai vítima de câncer e para auxiliar a mãe a sustentar a família ia até Piedade comprar a caixa de morango por Cr$ 1 para revender na feira da rua 13 de maio, no centro de Sorocaba, por Cr$ 4. Na adolescência investiu na agricultura no sítio herdado do pai, em Araçoiaba da Serra. Formado pela Faculdade de Direito de Sorocaba (FADI) em 1969, especializado em Direito Comercial e Direito Tributário em 1972 e Direito Processual Civil em 1973, todos pela Pontifícia Universidade Católica de São Paulo, foi advogado da Petrobrás entre 1973 e 1978. Em 1981 fundou a Renato Amary Empreendimentos, líder de vendas na região de Sorocaba. A empresa é responsável pela construção de dois condomínios horizontais, dois apartamentos e vinte e seis loteamentos populares.
Nas Eleições de 1994 foi eleito deputado estadual com 27.031 votos. Nas Eleições de 1996, concorreu ao cargo de prefeito de Sorocaba, com a médica sanitarista Diva Prestes de Barros Araújo na chapa como vice-prefeita,  ficando na segunda posição no primeiro turno, com 57.731 votos, disputando o segundo turno com José Caldini Crespo, onde foi eleito com 102.139 votos. Neste mesmo ano foi líder da bancada do PSDB na Assembleia Legislativa. Foi também conselheiro do Centro de Estudos e Pesquisas de Administração Municipal (Cepam) da Fundação Prefeito Faria Lima, em São Paulo, entre 1996 e 2004, e presidente do Comitê de Bacias Hidrográficas do Rio Sorocaba e Médio Tietê, entre 1997 e 2004. Nas Eleições de 2000 foi reeleito no primeiro turno com 128.207 (52% dos votos válidos). Já nas Nas Eleições de 2004 foi a principal figura na eleição de Vitor Lippi. Entre 2005 e 2006 foi presidente da Fundação Prefeito Faria Lima.
Renato Amary também foi reconhecido pelas ações nas áreas de Saúde, de Inclusão Social, de Empreendedorismo e Emprego. E tornou o Meio Ambiente uma das prioridades da sua gestão. O que também se traduziu em prêmios. Em sua gestão despoluiu o rio Sorocaba em 50%, deixando recursos para que a despoluição fosse concluída em sua totalidade, além de ter realizado a canalização de vários córregos,o que garantiu à cidade a Medalha Internacional Simon Bolívar, da Câmara Internacional de Pesquisas e Integração Social da América Latina. Em decorrência das ações realizadas em gestão ambiental, recebeu do Instituto Ambiental Biosfera os títulos de Destaque Nacional em Saneamento Ambiental, e de Destaque Nacional na Área Ambiental e Desenvolvimento Sustentável. A transformação de Sorocaba durante os oito anos de sua gestão tornou a cidade modelo de administração. Renato Amary terminou seu segundo mandato com um índice de aprovação de 83%.
Nas Eleições de 2006 foi eleito e se tornou o deputado federal mais votado da história de Sorocaba até a atualidade, com 125.518 votos na cidade (44% dos votos válidos) e 188.331 votos no estado. Em 2010 obteve 95.089 votos, não tendo sido reeleito deputado federal. Em Sorocaba Renato foi o candidato mais votado do pleito, com 47.455 votos na cidade.
Na Câmara dos Deputados Amary foi membro das Comissões de Desenvolvimento Urbano; Relações Exteriores e Defesa Nacional e da Comissão de Constituição e Justiça. Ainda como deputado, foi eleito presidente do Grupo Parlamentar Brasil-Líbano, onde recebeu o presidente do país e foi presidente da Frente Parlamentar de Desenvolvimento Vocacional dos Municípios. Separou-se em 2008 da atual deputada estadual Maria Lúcia Amary do PSDB. Entre 2007 e 2009 participou de duas comissões parlamentares de inquérito (CPIs): a do Sistema Carcerário, instalada em agosto de 2007 com o objetivo de realizar um diagnóstico das prisões brasileiras para, em seguida, oferecer sugestões de projetos de lei para o Legislativo e de ações para o Executivo, a fim de tornar o sistema carcerário mais humano, e a das Escutas Telefônicas, instalada em dezembro de 2007 para investigar denúncia feita pela revista Veja da existência de grampos para escuta clandestina nos telefones de 11 ministros do Supremo Tribunal Federal (STF). Em 2008 tornou-se vice-líder do PSDB e iniciou seu mandato de presidente do Instituto Teotônio Vilela, órgão de estudos e formação política ligado ao PSDB, em São Paulo.
Após quase 20 anos no PSDB, o candidato perdeu espaço no partido e filiou-se oficialmente ao PMDB em março de 2011.
Ao filiar-se no PMDB, Amary foi nomeado presidente da sigla em Sorocaba e recebeu a incumbência do vice-presidente da República Michel Temer (PMDB), de coordenar e dar estrutura ao partido em vinte cidades da região de Sorocaba.
Em 2012, disputando novamente a prefeitura sorocabana, venceu o primeiro turno com  39 % dos votos válidos (127.685 votos). No segundo turno da eleição municipal, recebeu 48,96 % dos votos válidos (156.220 votos), sendo derrotado pelo candidato Antonio Carlos Pannunzio.
Foi pré-candidato a prefeito de Sorocaba pelo PMDB na Eleição municipal de Sorocaba em 2016, tendo como pré-candidata a vice-prefeita a Delegada Jaqueline Coutinho. Em torno de sua pré-candidatura reuniu lideranças de vários partidos, estabelecendo uma diversidade de opiniões e pensamentos políticos, demonstrando seu poder de aglutinação e liderança. No mês de julho de 2016, desistiu da candidatura, apoiando José Caldini Crespo. Mesmo estando com mais de 50% de intenções de votos em pesquisas eleitorais, Renato entendeu que os processos que sofre na justiça poderiam atrapalhar o seu governo.

## Processos na justiça
Amary responde por mais de 30 ações populares, civis públicas e por improbidade administrativa e duas condenações por improbidade administrativa em decisão colegiada na segunda instância do TJ-SP.

### Ficha Limpa
Renato Amary foi acusado de ter contratato as empresas Idort e Pratic Service sem licitações.
Com base na lei da Ficha Limpa, em 2012 o TRE decidiu em votação unânime pelo indeferimento da candidatura a prefeito de Renato. A assessoria do político entrou com recurso no TSE, que em decisão monocrática do ministro Dias Toffoli reformou a decisão do TRE, liberando a candidatura do político. Posteriormente, a decisão definitiva foi dada em votação no TSE, por 5 votos a 1, sendo favorável ao candidato Amary. No entendimento da corte, não houve dano ao patrimônio público ou enriquecimento ilícito por parte do candidato durante seu mandato de prefeito, o que não o enquadraria na lei de improbidade administrativa.

## Desempenho em eleições
| Ano  | Eleição               | Coligação                                                                   | Partido | Candidato a       | Votos         | Votos em Sorocaba                                          | Resultado  |
| ---- | --------------------- | --------------------------------------------------------------------------- | ------- | ----------------- | ------------- | ---------------------------------------------------------- | ---------- |
| 1994 | Estadual de São Paulo | PSDB                                                                        | PSDB    | Deputado Estadual | 27.031 (70º)  | 17.542 (2º)                                                | Eleito     |
| 1996 | Municipal de Sorocaba | PSDB, PL, PDT, PPS, PV                                                      | PSDB    | Prefeito          | —             | 57.731 (2º - primeiro turno) 102.139 (1º - segundo turno)  | Eleito     |
| 2000 | Municipal de Sorocaba | PTB, PMDB, PSL, PST, PSC, PL, PAN, PRTB, PGT, PSD, PV, PSDB, PRONA, PT do B | PSDB    | Prefeito          | —             | 128.207 (1º - turno único)                                 | Eleito     |
| 2006 | Estadual de São Paulo | PFL, PSDB                                                                   | PSDB    | Deputado Federal  | 188.331 (13º) | 125.518 (1º)                                               | Eleito     |
| 2010 | Estadual de São Paulo | DEM, PSD, PSDB                                                              | PSDB    | Deputado Federal  | 95.089 (69º)  | 47.455 (1º)                                                | Suplente   |
| 2012 | Municipal de Sorocaba | PRB, PP, PDT, PTB, PMDB, PTN, PSD, DEM, PSDC, PRTB, PHS, PTC, PV, PC do B   | PMDB    | Prefeito          | —             | 127.685 (1º - primeiro turno) 156.220 (2º - segundo turno) | Não Eleito |